# Furcifer campani
Espèce
Synonymes
- Chamaeleo campani Grandidier, 1872
- Chamaeleo octotaeniatus Boettger 1881

Statut de conservation UICN

 VU B1ab(iii) : Vulnérable
Statut CITES
Furcifer campani est une espèce de sauriens de la famille des Chamaeleonidae.

## Répartition
Cette espèce est endémique du centre de Madagascar.

## Étymologie
Cette espèce est nommée en l'honneur de Dominique Campan.

## Publication originale
- Grandidier, 1872 : Descriptions de quelques Reptiles nouveaux découverts à Madagascar en 1870. Annales des sciences naturelles-zoologie et biologie animale, ser. 5, vol. 15, n. 22, p. 6-11 (texte intégral).